# Portret kardynała Bibbieny
Portret kardynała Bibbieny – obraz olejny namalowany przez szkołę Rafaela, powstały w latach 1516–1517. Znajduje się w zbiorach Palazzo Pitti we Florencji.
Na obrazie został uwieczniony Bernardo Dovizi da Bibbiena, sekretarz papieża Leona X. Purpurat ma na sobie jedwabny mucet i beret na głowie. W dłoni trzyma list zaadresowany do papieża, o czym świadczy uwieczniona na liście linijka tekstu: Sanctissimo d(omi)no nostro Pap. Sekretarz jest lekko zwrócony w kierunku widza.
Autorstwo obrazu pozostaje kwestią sporną. W źródłach można natknąć się na informacje, że portret namalował Rafael, jego uczniowie bądź też obraz ten stanowi kopię oryginału, który zaginął na przestrzeni lat.
W 1892 roku powstał miedzioryt wg Portretu autorstwa Feliksa Stanisława Jasińskiego.